# Francesco Saverio Borrelli
Francesco Saverio Borrelli (Nápoles, 12 de abril de 1930-Milán, 20 de julio de 2019) fue un magistrado italiano.

## Biografía
Fue hijo de Manlio Borrelli, presidente de la Corte d'Appello (Tribunal de apelación) de Milán, se graduó en la Universidad de Florencia en Derecho con una tesis titulada Sentimento e sentenza, siendo su asesor de tesis Piero Calamandrei. En julio de 1955, ingresó a la magistradura como pubblico ministero (fiscal). En diciembre de 1983 se convirtió en procuratore aggiunto (fiscal adjunto) del Tribunal de Milán, cargo que desempeñó hasta mayo de 1988, cuando se volvió procuratore.
Desde febrero de 1992, Borrelli dirigió al equipo de magistrados que llevaron a cabo las investigaciones anticorrupción conocidas popularmente por el nombre de "Manos Limpias", formado por Antonio Di Pietro, Ilda Boccassini, Piercamillo Davigo y Gherardo Colombo. 
Desde marzo de 1999 hasta su jubilación, en abril de 2002, fue procuratore generale de la Corte d'appello de Milán. El 12 de enero de 2002, en ocasión de la inauguración del año judicial, mencionó las conocidas palabras de Vittorio Emanuele Orlando tras la derrota de Caporetto, en 1917: "Resistere, resistere, resistere", contra las reformas del gobierno de Silvio Berlusconi, lo que tuvo gran eco y es considerado como su "herencia moral".
El 23 de mayo de 2006, en ocasión del escándalo deportivo conocido como Calciopoli, fue nombrado jefe de la oficina de investigaciones de la Federación Italiana de Fútbol por el comisario extraordinario Guido Rossi. En marzo de 2007 fue nombrado Presidente del Conservatorio de Milán.
Murió el 20 de julio de 2019, a los 89 años de edad, después de una larga enfermedad, en el Instituto Nacional de Tumores de Milán.

## Distinciones honoríficas
- Caballero de Gran Cruz de la Orden al Mérito de la República Italiana (Roma, 2012).[6]

## Representaciones en obras de ficción
- En la serie de televisión 1992, dirigida por Giuseppe Gagliardi, el personaje de Borrelli es interpretado por el actor Giuseppe Cederna.[7]